# Абдулла Джабраїлов
Абдулла Джабраїлов (нар. 16 березня 1982, Шимкент) — казахський борець греко-римського стилю, дворазовий чемпіон Азії, бронзовий призер Східноазійських ігор, срібний призер Кубку світу, володар Кубку Азії.

## Життєпис
Боротьбою почав займатися з 1997 року. У 2001 році став срібним призером Світових молодіжних ігор. Наступного року здобув срібну медаль чемпіонату Азії серед юніорів.
Виступав за борцівський клуб «Динамо» Алмати. Тренер — Олександр Єршов (з 1997).

## Спортивні результати на міжнародних змаганнях

### Виступи на Чемпіонатах світу
| Змагання                        | Збірна    | Вагова категорія                 | Місце |
| ------------------------------- | --------- | -------------------------------- | ----- |
| Чемпіонат світу з боротьби 2003 | Казахстан | греко-римська боротьба, до 84 кг | 17    |
| Чемпіонат світу з боротьби 2005 | Казахстан | греко-римська боротьба, до 84 кг | 16    |

### Виступи на Чемпіонатах Азії
| Змагання                       | Збірна    | Вагова категорія                 | Місце  |
| ------------------------------ | --------- | -------------------------------- | ------ |
| Чемпіонат Азії з боротьби 2000 | Казахстан | греко-римська боротьба, до 85 кг | 10     |
| Чемпіонат Азії з боротьби 2003 | Казахстан | греко-римська боротьба, до 84 кг | Золото |
| Чемпіонат Азії з боротьби 2004 | Казахстан | греко-римська боротьба, до 84 кг | Золото |

### Виступи на Східноазійських іграх
| Східноазійські ігри 2001 греко-римська боротьба, до 85 кг |

### Виступи на Кубках світу
| Змагання                    | Збірна    | Вагова категорія                 | Місце  |
| --------------------------- | --------- | -------------------------------- | ------ |
| Кубок світу з боротьби 2003 | Казахстан | греко-римська боротьба, до 84 кг | Срібло |

| Змагання                   | Збірна    | Вагова категорія                 | Місце  |
| -------------------------- | --------- | -------------------------------- | ------ |
| Кубок Азії з боротьби 2003 | Казахстан | греко-римська боротьба, до 84 кг | Золото |

### Виступи на інших змаганнях
| Змагання                                                          | Збірна    | Вагова категорія                 | Місце  |
| ----------------------------------------------------------------- | --------- | -------------------------------- | ------ |
| Олімпійський кваліфікаційний турнір з боротьби 2000 (Ташкент)     | Казахстан | греко-римська боротьба, до 85 кг | 15     |
| Олімпійський кваліфікаційний турнір з боротьби 2000 (Александрія) | Казахстан | греко-римська боротьба, до 85 кг | 10     |
| Гран-прі Німеччини з боротьби 2003                                | Казахстан | греко-римська боротьба, до 84 кг | Золото |
| Олімпійський кваліфікаційний турнір з боротьби 2004 (Ташкент)     | Казахстан | греко-римська боротьба, до 84 кг | 11     |

### Виступи на змаганнях молодших вікових груп
| Змагання                                      | Збірна    | Вагова категорія                 | Місце  |
| --------------------------------------------- | --------- | -------------------------------- | ------ |
| Чемпіонат світу з боротьби серед кадетів 1996 | Казахстан | греко-римська боротьба, до 65 кг | 9      |
| Світові молодіжні ігри 1998                   | Казахстан | греко-римська боротьба, до 83 кг | Срібло |
| Чемпіонат світу з боротьби серед кадетів 1999 | Казахстан | греко-римська боротьба, до 85 кг | 14     |
| Чемпіонат світу з боротьби серед юніорів 1998 | Казахстан | греко-римська боротьба, до 83 кг | 17     |
| Чемпіонат Азії з боротьби серед юніорів 1999  | Казахстан | греко-римська боротьба, до 85 кг | Срібло |
| Чемпіонат світу з боротьби серед юніорів 2000 | Казахстан | греко-римська боротьба, до 85 кг | 4      |
| Чемпіонат світу з боротьби серед юніорів 2001 | Казахстан | греко-римська боротьба, до 85 кг | 13     |